# Kodak Retina

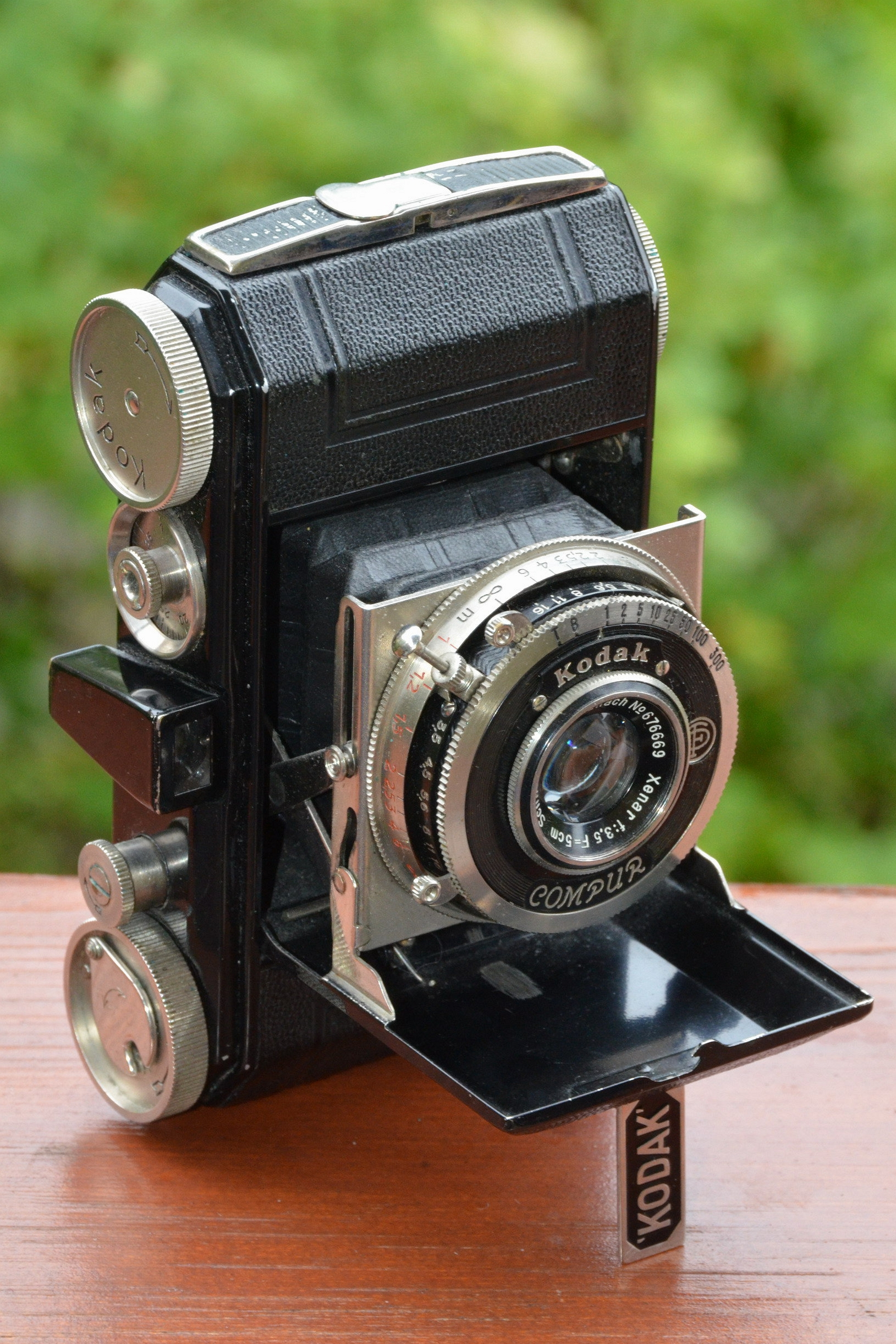
Kodak Retina (Typ 117), 1. Modell (1934)

Kodak Retina hieß eine Produktlinie von Fotoapparaten des Unternehmens Kodak. Sie wurden im Kamerawerk von Nagel in Stuttgart hergestellt, das Kodak 1931 erworben hatte. Die Kameras wurden von 1934 bis 1969 gebaut, das erste Modell war die Kodak Retina (Typ 117), siehe Bild rechts. Kodaks Retina ist ohne Zweifel ein Meilenstein der Kamerageschichte. Mit ihr führte Kodak 1934 die bis heute erfolgreichste Konfektionsform für fotografischen Film, den Kleinbildfilm, ein: die Kleinbildpatrone, auch 135er-Patrone genannt. Die Retina richtete sich an anspruchsvolle Amateure und verfügte über hochwertige Objektive und die besten damals verfügbaren Zentralverschlüsse mit großer Zeitenreihe, die auch Nachtaufnahmen, Sportaufnahmen und Blitzaufnahmen mit allen Zeiten erlaubten. Für die Retina wurde nach und nach umfangreiches Systemzubehör entwickelt, das es erlaubte, auch sehr anspruchsvolle fotografische Aufnahmen zu lösen. Allerdings verlor das an Bedeutung, als immer preiswertere Kleinbild-Reflexkameras aufkamen, die sich systembedingt für viele Aufgaben einfach besser eigneten.
Eine einfachere Linie für Gelegenheitsfotografen war die Kodak Retinette.
Die Kodak Retina IIc, IIC, IIIc und IIIC hatten Wechseloptiken, die in Kombination mit der Basisoptik, die fest mit Kamerakörper verbunden war, ein leichtes Weitwinkel und ein leichtes Tele bildeten. Als Normalobjektive standen Retina-Xenone C, mit f:2,8/50 mm (IIc/IIC) oder f:2,0/50 mm (IIIc/IIIC) von Schneider-Kreuznach und entsprechende Objektive von Rodenstock zur Verfügung. Für Teleaufnahmen Retina Longar-Xenon C bzw. Retina Heligon f:4/80 mm. Für Weitwinkelaufnahmen Retina Curtar-Xenon C bzw. Retina Heligon C f:4/35 mm oder Retina Curtar-Xenon C bzw. Retina Heligon C f:5,6 35 mm. Drei eingespiegelte Leuchtrahmen zeigten bei der IIC und IIIC die jeweiligen Bildausschnitte. Die Weitwinkel- und Televorsatzlinsen waren zwar von der Bildqualität her gesehen absolut auf der Höhe der Zeit, jedoch war die Entfernungseinstellung ziemlich umständlich: zunächst musste die Entfernung über den Messsucher ermittelt werden und dann an der Unterseite des Objektivkörpers auf das Vorsatzobjektiv übertragen werden. Schnelles Fotografieren war damit nur mit voreingestellten Entfernungen machbar. Die Verschlusszeiten waren vollsynchronisiert (M und X-Synchronisation) bis zur kürzesten Verschlusszeit von 1/500 s. Der Selbstauslöser bot 10 s Vorlaufzeit.

## Geschichte
Die IIIc, vorgestellt auf der Photokina im Jahre 1954, war das erste Retina-Modell, das einen eingebauten Belichtungsmesser besaß. Belichtungsmesser wurden zu dieser Zeit immer wichtiger, weil zunehmend Farbnegativ- und Diafilme zum Einsatz kamen, die wesentlich belichtungskritischer waren als Schwarzweißfilm. Sie war mit dem sechslinsigen Objektiv Schneider Kreuznach Xenon-C 50 mm F2 ausgestattet. Außerdem verfügten die Retinas mit dem großen „C“ in der Modellbezeichnung über einen sehr großen Sucher, der die Bildgestaltung gerade beim Diafilm enorm erleichterte. Der Kameraverschluss des Typs Synchro Compur ließ eine Belichtungszeit zwischen 1/500 und 1 Sekunde zu. Mit der Baureihe wurde auch ein unten liegender Schnellschalthebel und eine Verschlussbedienung eingeführt, die bei einer bestimmten Lichtwerteinstellung automatisch passende Zeit-Blenden-Kombinationen bildete. Durch die aufwändige Mechanik wuchs das Kameragehäuse erheblich an Volumen, aber noch gab es den Klapptubus. Allerdings konnten die Kameras mit aufgesetzten Tele- und Weitwinkel-Vorsatzobjektiven schon nicht mehr zugeklappt werden.
Mit der wohl am höchsten entwickelten Retina IIIs gab man das Prinzip der Klappkamera konsequenterweise auf. Im Gegensatz zu den „c“- und „C“-Modellen verfügte die IIIs ja auch über echte Wechselobjektive von 28 mm-135 mm, zu denen die passenden Sucherrahmen automatisch in den Sucher eingespiegelt wurden. Eine absolute Besonderheit bestand darin, dass eine Baureihe dieser Wechselobjektive auch an der Retina Reflex S, III und IV verwendet werden konnten. Zugleich nahm man Abschied von der umständlichen Entfernungseinstellung mit den Vorsatzobjektiven für die „C“- und „c“-Modelle. Jetzt wurde die Entfernungseinstellung des Messsuchers direkt über das jeweils aufgesetzte Objektiv ermittelt. Da die IIIs weiterhin über einen Zentralverschluss verfügte, waren auch bei ihr vollsynchronisierte Blitzaufnahmen mit allen Verschlusszeiten möglich. Das war ein großer Vorteil gegenüber den Schlitzverschluss-Spiegelreflexkameras jener Zeit, die nur Synchronzeiten zwischen 1/25 und 1/60 s boten.

## Übersicht über die Modelle

Kodak Retina
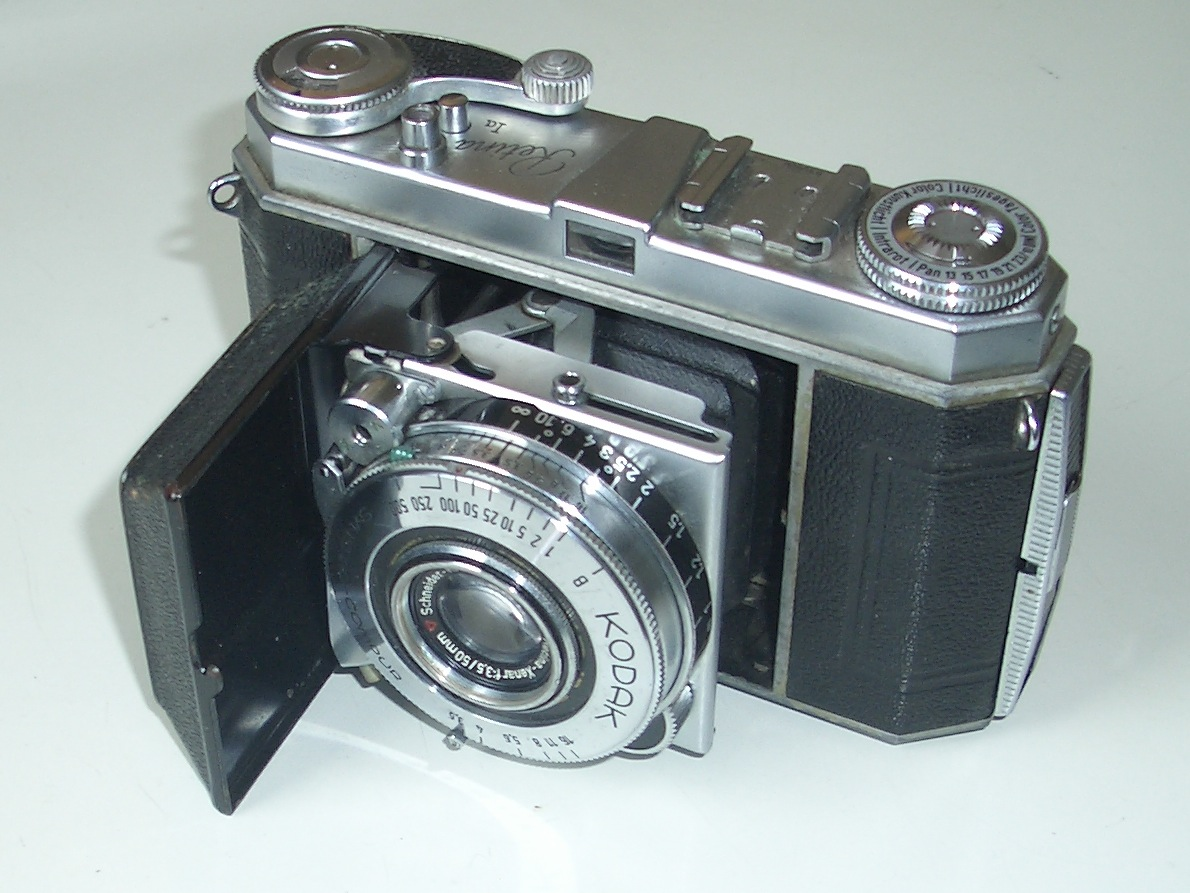
Kodak Retina Ia (Typ 015)
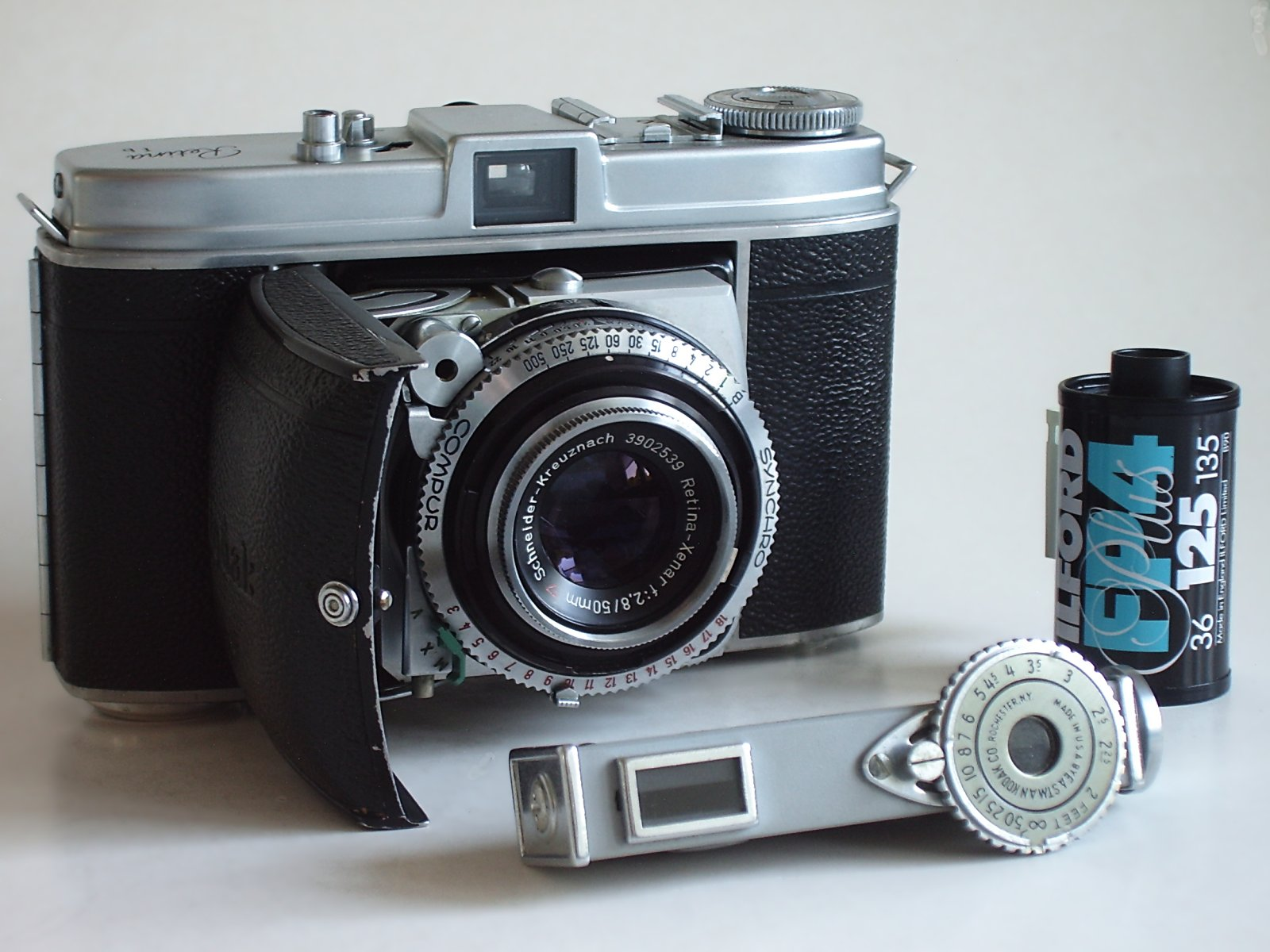
Kodak Retina Ib (Typ 018, 1951–1954) und Entfernungsmesser
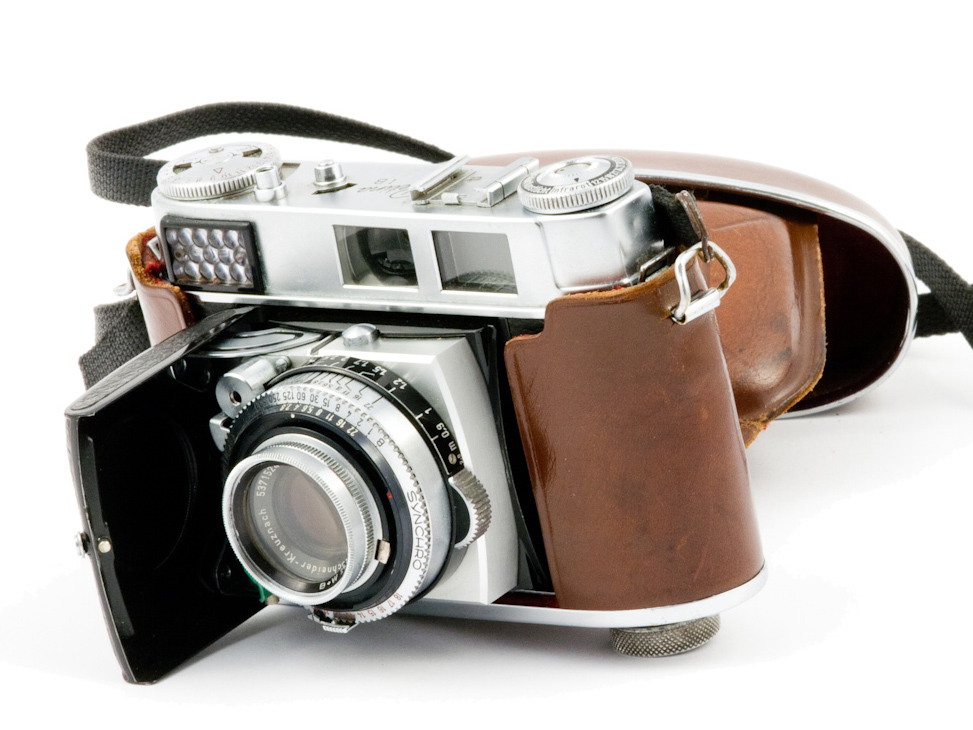
Kodak Retina I B (Typ 019 Ausf. II)
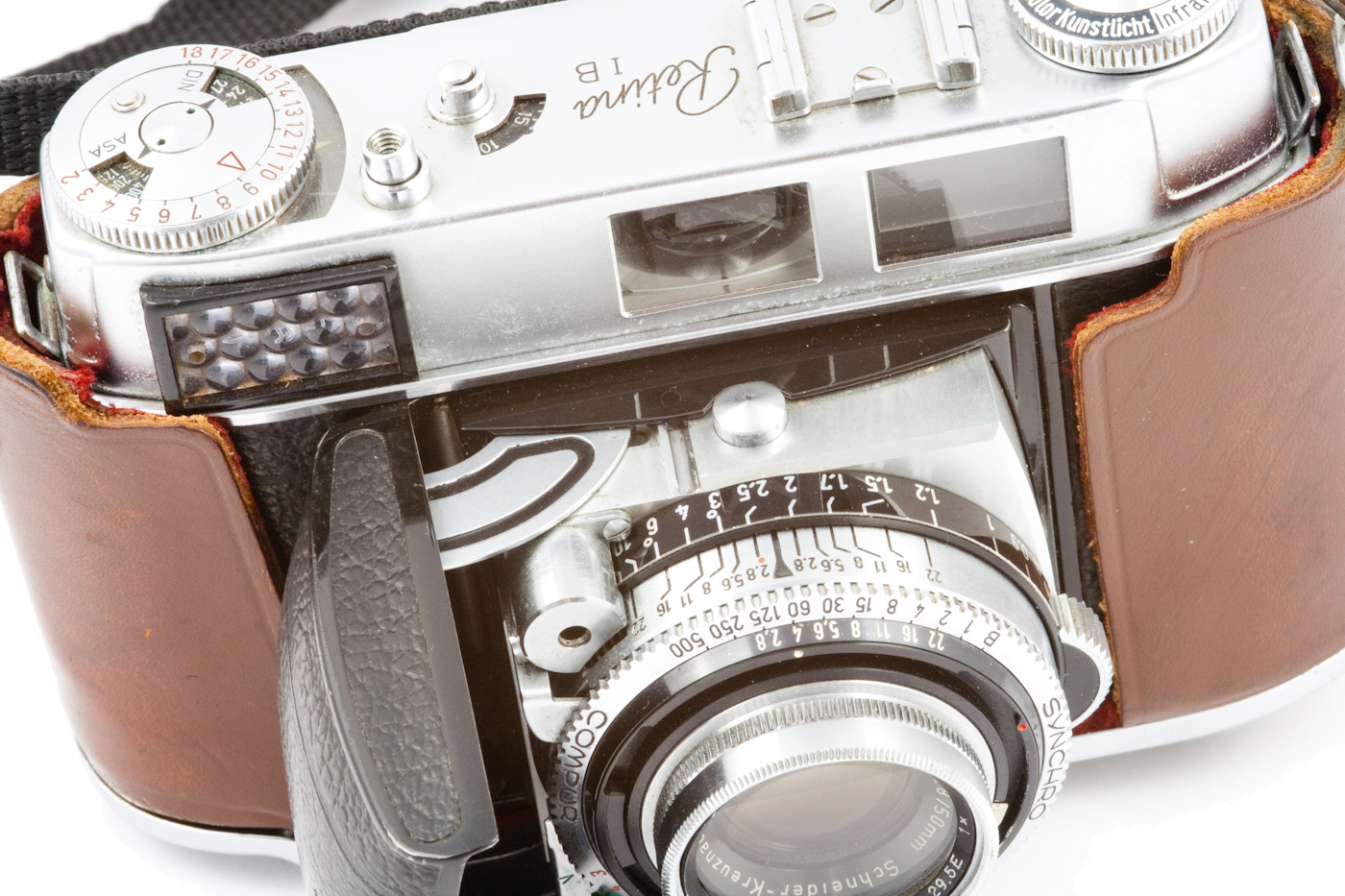
Kodak Retina I B (Typ 019 Ausf. II)
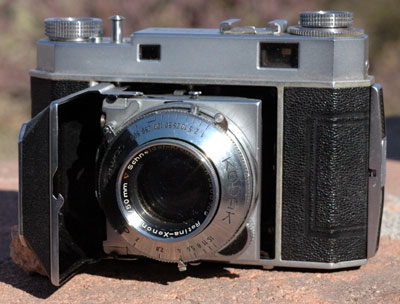
Kodak Retina II, Type 014
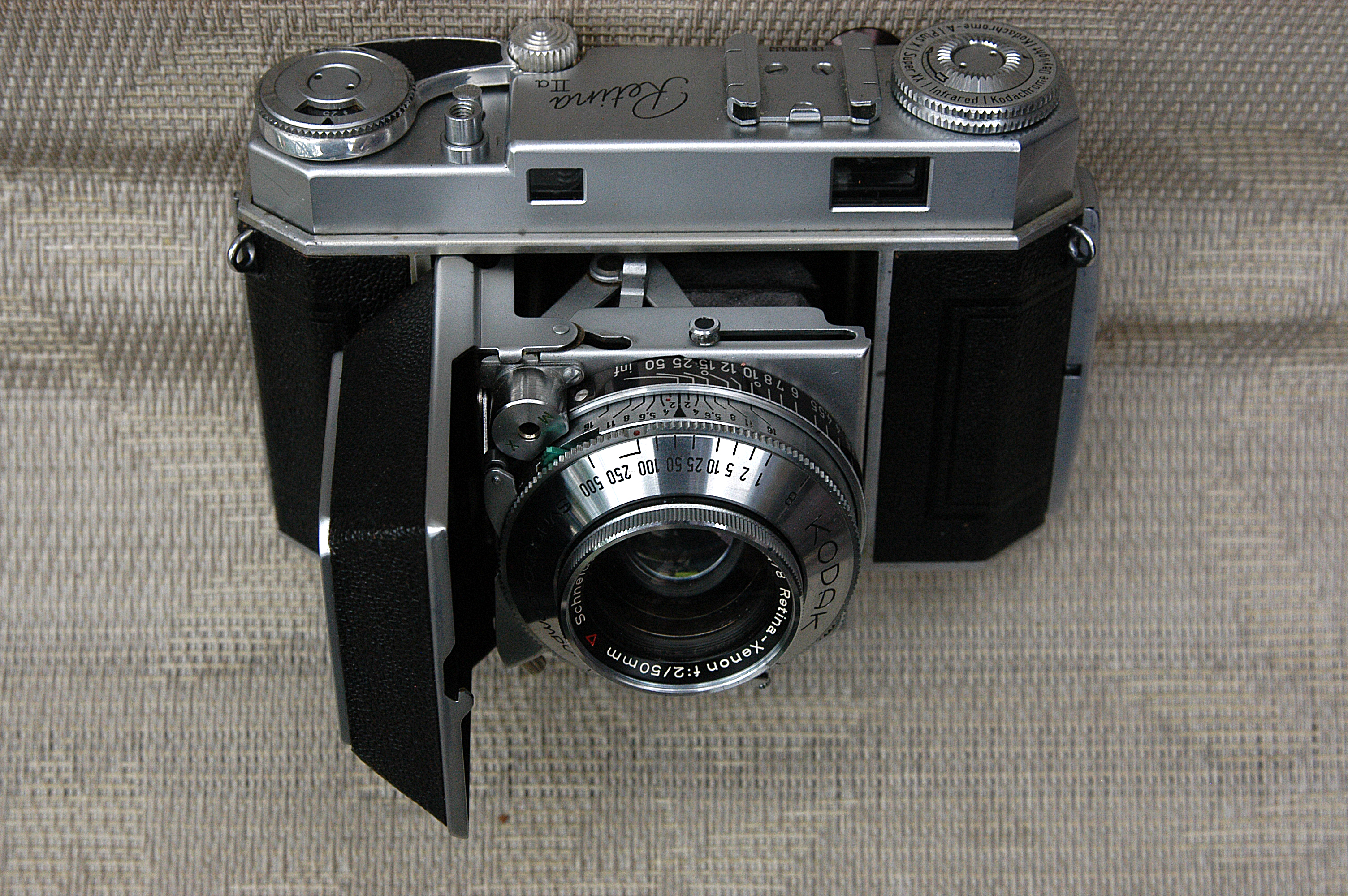
Kodak Retina IIa (Typ 016, 1951–1954)
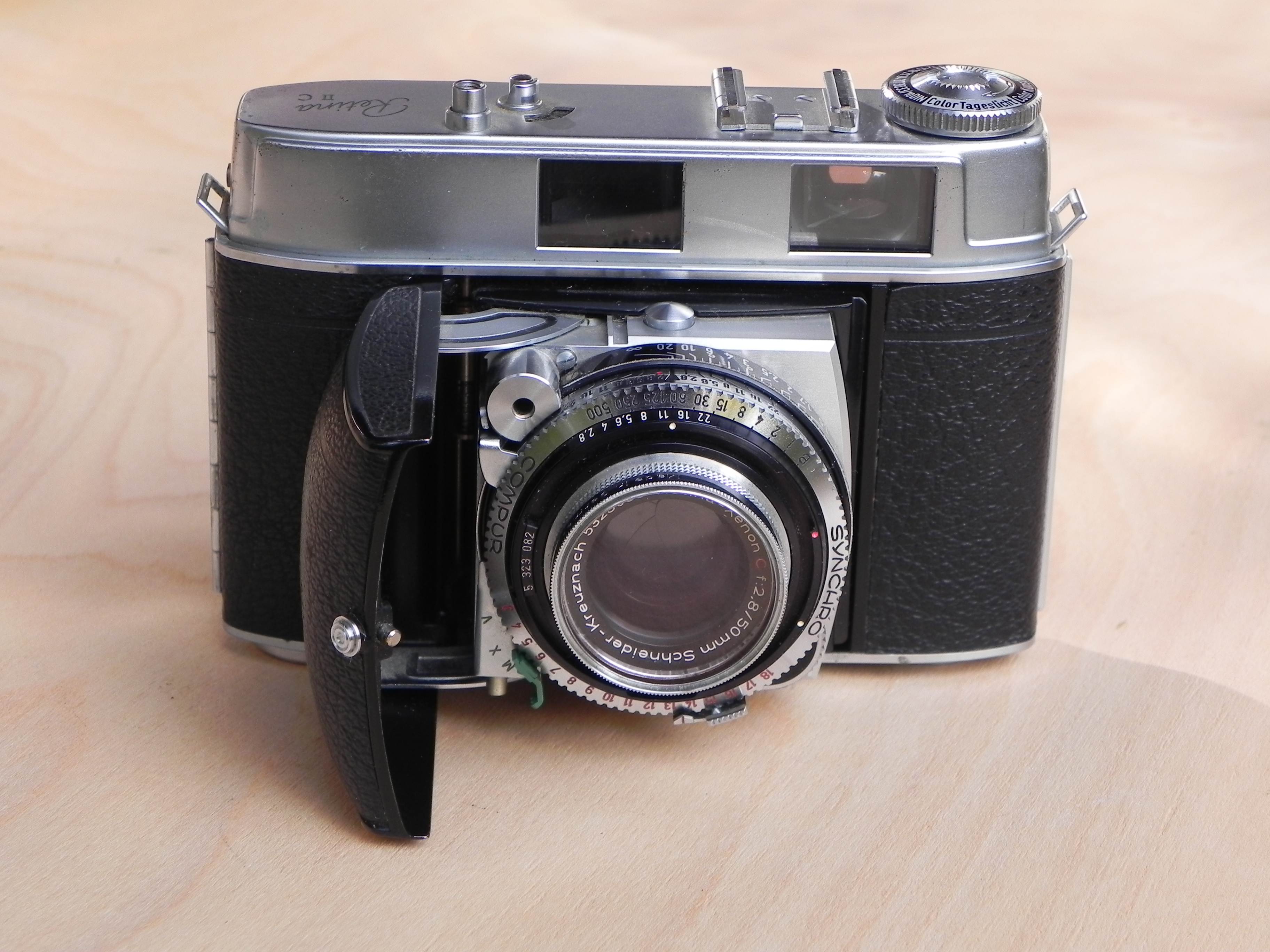
Kodak Retina II C (Typ 029) - mit f:2,8/50mm Wechselobjektiv
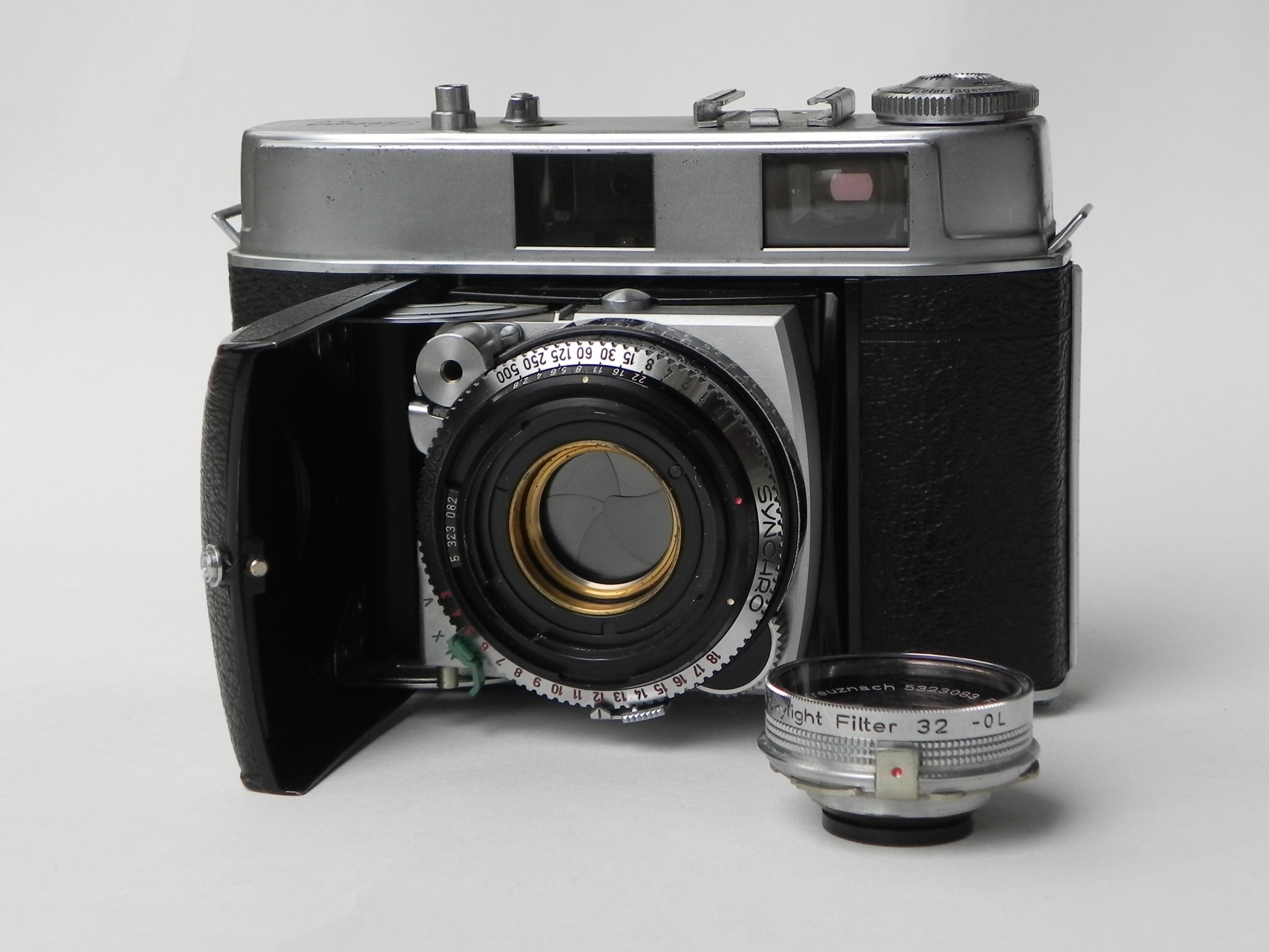
Kodak Retina II C (Typ 029) - mit herausgenommenem Wechselobjektiv
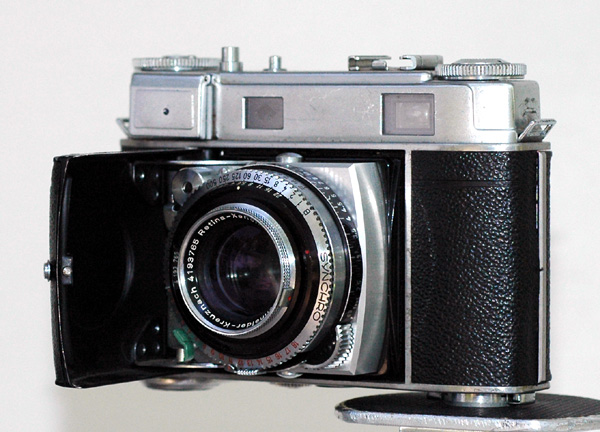
Kodak Retina IIIc (Typ 021, 1954–1957)
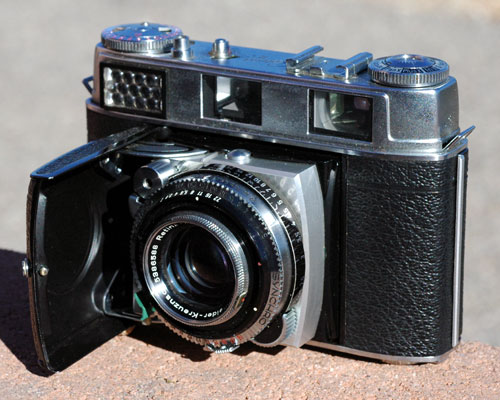
Kodak Retina IIIC (Typ 028) 1957–1960

### Mit Klapptubus
- Retina (Typ 117/118, 1934–1936)
- Retina I (Typ 119/126/141/143/148/149/167/010/013, 1936–1950)
- Retina Ia (Typ 015, 1951–1954)
- Retina Ib (Typ 018, 1954–1957)
- Retina IB (Typ 019, 1957–1960)
- Retina II (Typ 142, 1936–1950)
- Retina IIa (Typ 150, 1939, Typ 016, 1951–1954)
- Retina IIc (Typ 020, 1954–1957)
- Retina IIC (Typ 029, 1957–1958)
- Retina IIIc (Typ 021, 1954–1957)
- Retina IIIC (Typ 028, 1957–1960)

### Nicht faltbar
- Retina IIIS (Typ 027, 1958–1960)
- Retina IIS (Typ 024, 1959–1960)
- Retina Automatic I (Typ 038, 1960–1962)
- Retina Automatic II (Typ 032, 1960–1962)
- Retina Automatic III (Typ 039, 1960–1963)
- Retina I BS (Typ 040, 1962–1963)
- Retina IF (Typ 046, 1963–1964)
- Retina IIF (Typ 047, 1963–1964)
- Retina S1 (Typ 060, 1966–1969)
- Retina S2 (Typ 061, 1966–1969)

### Spiegelreflexkamera
- Retina Reflex (Typ 025, 1957–1958)
- Retina Reflex S (Typ 034, 1959–1961)
- Retina Reflex III (Typ 041, 1961–1964)
- Retina Reflex IV (Typ 051, 1964–1966)